# برنامج أيرلندا للتنمية (اريش)
المساعدات الأيرلندية ((بالأيرلندية: Cúnamh Éireann) ( هو برنامج المساعدات الإنمائية الدولية الرسمي لحكومة أيرلندا. تتم إدارة المعونة الأيرلندية من قبل قسم التعاون الإنمائي وأفريقيا ( DCAD ) التابع لوزارة الشؤون الخارجية والتجارة (DFAT) . خصصت الحكومة الأيرلندية 651 مليون يورو للمساعدة الإنمائية الرسمية (ODA) في عام 2017، والتي تركز بشكل رئيسي على المساعدات الخارجية للحد من الفقر والجوع، وتحسين التعليم والرعاية الصحية والحكم في أفريقيا وآسيا والشرق الأوسط وأمريكا اللاتينية. يعد برنامج المعونة الأيرلندية جزءًا لا يتجزأ من سياسة أيرلندا الخارجية.

## مجالات العمل ذات الأولوية
تعمل أيرلندا على تحقيق أهداف التنمية المستدامة كما حددتها الأمم المتحدة. وفقًا لذلك، فإن مجالات أولوية المعونة الأيرلندية هي: القضاء على الفقر والجوع والمساواة بين الجنسين والبيئة وتغير المناخ والصحة وفيروس نقص المناعة البشرية / الإيدز والحكم وحقوق الإنسان والتعليم والتجارة والنمو الاقتصادي والزراعة والمياه والصرف الصحي.
تستجيب «المعونة الأيرلندية» أيضًا للأزمة الإنسانية في جميع أنحاء العالم، بما في ذلك المواقع غير الموجودة في منطقتها القريبة، من خلال الإغاثة / المساعدة الإنسانية ودعم المنظمات غير الحكومية بمساعدات متعددة الأطراف. فريق الاستجابة السريعة الأيرلندية (RRC) هو فريق من المهنيين ذوي المهارات العالية والمتاحين لنشرهم في حالات قصيرة في حالات الطوارئ الإنسانية في أي مكان في العالم، والعمل مع مفوضية الأمم المتحدة لشؤون اللاجئين وبرنامج الأغذية العالمي ومكتب تنسيق الشؤون الإنسانية واليونيسيف لتحديد وملء الفجوات في المهارات المحددة حالات الطوارئ. تشكل أيرلندا عضوية لجنة المساعدة الإنمائية (DAC) المكونة من 30 عضوًا في منظمة التعاون الاقتصادي والتنمية.

## الدول الشريكة
ينصب التركيز الرئيسي للمعونة الأيرلندية على أفريقيا جنوب الصحراء الكبرى. المساعدة الإنمائية طويلة الأجل قد أنشئت في تسعة «دول شريكة رئيسية»، وهي:
- إثيوبيا
- ليسوتو
- مالاوي
- موزمبيق
- سيراليون
- تنزانيا
- أوغندا
- فيتنام
- زامبيا

تعمل المساعدات الايرلندية أيضًا في عدد من البلدان الأخرى المتأثرة بالصراع، بما في ذلك؛ ليبيريا، فلسطين، جنوب إفريقيا، تيمور الشرقية وزيمبابوي. ، في عام 2014، استفاد أكثر من 80 دولة من المساعدات الثنائية الأيرلندية. تدير المعونة الأيرلندية برامج المساعدة الخاصة بها من خلال شبكة البعثات الدبلوماسية الخارجية لأيرلندا.

## الهيكل التنظيمي
- المدير العام
- وحدة متعددة الأطراف
- الوحدة الإنسانية
- المجتمع المدني والتعليم التنمية
- وحدة التخطيط والأداء
- وحدة التعاون الثنائي غرب وشرق إفريقيا
- وحدة التعاون الثنائي جنوب إفريقيا وآسيا وفلسطين
- التقييم والتدقيق
- وحدة توحيد السياسات والبحوث [8]

## الموظفين
يدير برنامج المعونة الأيرلندية موظفو وزارة الشؤون الخارجية والتجارة. ويتم إدارة التوظيف بشكل عام من خلال خدمات المواعيد العامة، مع الإعلان عن بعض المناصب مباشرة من قبل وزارة الشؤون الخارجية والتجارة على الموقع الإلكتروني. معظم الوظائف مخصصة للعمل الدائم وتشمل وظائف الخدمة المدنية العامة والدبلوماسي والمتخصص في التطوير. هناك أيضًا عقود مؤقتة مدتها سنتان من خلال برنامج Junior Professional Internship (JPI). هناك 145 وظيفة دائمة ملحقة بالمقر الرئيسي لمنظمة المعونة الأيرلندية في مدينة دبلن وليميريك في جمهورية أيرلندا. هناك 39 وظيفة دائمة (باستثناء الموظفين المعينين محليا) في بعثات المعونة الأيرلندية في تسعة بلدان برنامجية و 290 وظيفة أخرى معيّنة محليا في الخارج في جميع البعثات. وبذلك يرتفع إجمالي عدد موظفي الوكالة إلى 474.

## الميزانية
خصصت أيرلندا 651 مليون يورو كمساعدة إنمائية رسمية في عام 2017. هذا يمثل 0.36 ٪ من إجمالي الدخل القومي (الدخل القومي الإجمالي).
- 486 مليون يورو بإدارة المعونة الأيرلندية
- تم تمويل 165 مليون يورو من خلال الإدارات الحكومية الأخرى وميزانية التعاون الدولي والتنمية في الاتحاد الأوروبي

منذ بداية الألفية، كان هناك توسع سريع في نطاق ونطاق برنامج المساعدة الإنمائية الأيرلندية الذي شهد ارتفاع ميزانية المساعدات الخارجية من 255 مليون يورو في عام 2000 إلى 914 مليون يورو في عام 2008، أي أكثر من ثلاثة ونصف زيادة أضعاف في أقل من عقد من الزمان.

## المواقع
يقع المقر الرئيسي لشركة المساعدات الايرلندية في أيرلندا في وزارة الشؤون الخارجية والتجارة، في دبلن شارع ستيف غرين 80، و Iveagh House ، Limerick . الايرلندية المعونة لديها مكاتب دائمة في السفارات الايرلندية في؛ إثيوبيا، ملاوي، موزامبيق، سيراليون، تنزانيا، أوغندا، فيتنام وزامبيا.